# BAWAG PSK
BAWAG PSK — один із найбільших банків в Австрії. Штаб-квартира - у Відні.
Заснований в 1922 під назвою BAWAG, в 2005 злився з банком Österreichische Postsparkasse (PSK). Назва походить від скорочення Bank für Arbeit und Wirtschaft AG (Акціонерне товариство Банк для роботи та бізнесу).
Власник банку до 2007 – Австрійська федерація профспілок (OEGB). У травні 2007 завершено угоду щодо придбання 100% акцій банку консорціумом інвесторів на чолі з американським фондом прямих інвестицій Cerberus Capital Management. Сума операції склала 3,2 млрд євро, з яких 2,6 млрд було сплачено продавцю і 600 млн мало бути внесено грошовими коштами до капіталу банку.

## Діяльність
За даними журналу The Banker, BAWAG займає 4-е місце в Австрії за розміром капіталу ($2,4 млрд) та активів ($76,6 млрд). Спеціалізується на обслуговуванні дрібних та середніх компаній, має 1,3 млн роздрібних клієнтів. Зробив кілька придбань у Чехії, Словаччині та Угорщині.
Виторг у 2004 склав 1,88 млрд євро, чистий прибуток - 138,3 млн євро.
У квітні 2006  опинився на межі краху внаслідок сумнівних фінансових операцій; уряд Австрії здійснив низку заходів щодо підтримки банку.